# Pūstīn Sarā
Pūstīn Sarā (persiska: پوستین سرا) är en ort i Iran.   Den ligger i provinsen Gilan, i den nordvästra delen av landet, 260 km nordväst om huvudstaden Teheran. Pūstīn Sarā ligger 1 meter över havet och antalet invånare är 265.
Terrängen runt Pūstīn Sarā är platt.Runt Pūstīn Sarā är det tätbefolkat, med 493 invånare per kvadratkilometer. Närmaste större samhälle är Fūman, 14,4 km söder om Pūstīn Sarā. I omgivningarna runt Pūstīn Sarā växer i huvudsak blandskog.